# Koffi Segla Olougbegnon
 (juin 2024).
 (juin 2024).
La mise en forme du texte ne suit pas les recommandations de Wikipédia : il faut le « wikifier ».
Les points d'amélioration suivants sont les cas les plus fréquents. Le détail des points à revoir est peut-être précisé sur la page de discussion.
- Les titres sont pré-formatés par le logiciel. Ils ne sont ni en capitales, ni en gras.
- Le texte ne doit pas être écrit en capitales (les noms de famille non plus), ni en gras, ni en italique, ni en « petit »…
- Le gras n'est utilisé que pour surligner le titre de l'article dans l'introduction, une seule fois.
- L'italique est rarement utilisé : mots en langue étrangère, titres d'œuvres, noms de bateaux, etc.
- Les citations ne sont pas en italique mais en corps de texte normal. Elles sont entourées par des guillemets français : « et ».
- Les listes à puces sont à éviter, des paragraphes rédigés étant largement préférés. Les tableaux sont à réserver à la présentation de données structurées (résultats, etc.).
- Les appels de note de bas de page (petits chiffres en exposant, introduits par l'outil «  Source ») sont à placer entre la fin de phrase et le point final[comme ça].
- Les liens internes (vers d'autres articles de Wikipédia) sont à choisir avec parcimonie. Créez des liens vers des articles approfondissant le sujet. Les termes génériques sans rapport avec le sujet sont à éviter, ainsi que les répétitions de liens vers un même terme.
- Les liens externes sont à placer uniquement dans une section « Liens externes », à la fin de l'article. Ces liens sont à choisir avec parcimonie suivant les règles définies. Si un lien sert de source à l'article, son insertion dans le texte est à faire par les notes de bas de page.
- La présentation des références doit suivre les conventions bibliographiques. Il est recommandé d'utiliser les modèles {{Ouvrage}}, {{Chapitre}}, {{Article}}, {{Lien web}} et/ou {{Bibliographie}}. Le mode d'édition visuel peut mettre en forme automatiquement les références.
- Insérer une infobox (cadre d'informations à droite) n'est pas obligatoire pour parachever la mise en page.

Pour une aide détaillée, merci de consulter Aide:Wikification.
Si vous pensez que ces points ont été résolus, vous pouvez retirer ce bandeau et améliorer la mise en forme d'un autre article.
Koffi Ségla Olougbégnon, né le 24 décembre 1982 à Lomé, est un producteur et réalisateur togolais. Passionné de documentaire, il a réalisé et participé à plusieurs tournages (fictions, documentaires et clip) au Togo et en Afrique.

## Biographie
Né le 24 décembre 1982 à Lomé, Koffi Ségla Olougbégnon a fait son cours primaire, son collège et son université dans la même ville . À la suite d'une formation professionnelle dans le cinéma, il a créé en 2010 son entreprise qu'il a dénommée Les Frères Cinéma.
Il a plusieurs réalisations et productions à son actif. Olougbégnon a été nommé en 2017 à la 25ième édition du FESPACO à Ouagadougou, pour son film Abnégation,.

## Filmographie
- 2016 : Abnégation[7]
- La Batailles des enclavés[8]
- 2018 : La Karatéka[9]
- Papiers
- 2021 : Le Nerf de la guerre[10],[11]

## Distinctions
- 2015 : Grand prix du Festival international du film vidéo de Lomé [12],[13].
- 2020 : Lauréat du concours national de sélection de films[14].